# 忠仁镇
忠仁镇，是中华人民共和国黑龙江省鹤岗市绥滨县下辖的一个乡镇级行政单位。

## 行政区划
忠仁镇下辖以下地区：
第一社区、第二社区、荣胜村、福太村、兴隆村、荣边村、中兴村、建边村、康乐村、高力村、富山村、长发村、永和村、新建村、新安村、德胜村、联合村、东兴村、黎明村、永发村、忠仁村和集贤村。

## 全国重点文物保护单位
- 中兴城址